# Frank McNamara
Francis Hubert McNamara (Rushworth, 4 de abril de 1894 – Buckinghamshire, 2 de novembro de 1961) foi um militar australiano condecorado com a Cruz Vitória, a mais alta condecoração por valor diante do inimigo que pode ser concedida a um membro das forças britânicas e da Commonwealth. Servindo no Australian Flying Corps (AFC), foi homenageado pelas suas acções a 20 de Março de 1917, quando resgatou um colega piloto atrás das linhas inimigas. McNamara foi o primeiro aviador australiano — e o único na Primeira Guerra Mundial — a receber a Cruz Vitória. Mais tarde, tornou-se comandante sénior na Real Força Aérea Australiana (RAAF).
Nascido e educado em Vitória, McNamara era professor quando se juntou à milícia antes da Primeira Guerra Mundial. Em 1915, foi selecionado para instrução de pilotagem na Escola de Voo Central, Point Cook, e transferido para o Australian Flying Corps no ano seguinte. Foi colocado no Teatro do Médio Oriente com Esquadrão N.º 1, altura na qual ganhou a Cruz Vitória. Em 1921, McNamara alistou-se como oficial de voo na recém-formada RAAF, subindo para o posto de vice-marechal do ar em 1942. Ocupou cargos importantes na Inglaterra e em Aden durante a Segunda Guerra Mundial, tendo-se aposentado da força aérea em 1946. McNamara continuou a viver na Grã-Bretanha até à sua morte por insuficiência cardíaca em 1961.

## Juventude
Nascido em Rushworth, Vitória, McNamara foi o primeiro de oito filhos de William Francis McNamara, um oficial do Departamento de Terras do Estado, e da sua esposa Rosanna. Começou os seus estudos em Rushworth e concluiu o ensino médio na Escola Secundária Agrícola de Shepparton [en], na qual ingressou através de uma bolsa de estudos. A família mudou-se para Melbourne em 1910.
McNamara juntou-se aos cadetes da escola em 1911 e, em Julho de 1913, foi comissionado como segundo-tenente no 49.º Batalhão da milícia. Tornou-se professor após se formar no Melbourne Teachers Training College em 1914 e leccionou em várias escolas em Vitória. Também matriculou-se na Universidade de Melbourne, mas os seus estudos foram interrompidos pela eclosão da Primeira Guerra Mundial.

## Primeira Guerra Mundial

### Da milícia para o Australian Flying Corps

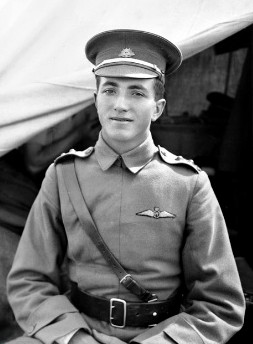
Tenente McNamara em Point Cook, Vitória, em 1916

Como oficial da milícia, McNamara foi mobilizado para servir na Austrália quando a guerra foi declarada em Agosto de 1914. Depois de servir brevemente nas bases em Queenscliff [en] e Point Nepean, ambas em Vitória, McNamara passou, em Dezembro, pela Escola de Treino de Oficiais em Broadmeadows. Em Fevereiro de 1915, começou a instruir no Depósito de Treino da Primeira Força Imperial Australiana. Promovido a tenente em Julho, ofereceu-se imediatamente para um curso de aeronáutica militar na Escola de Voo Central, em Point Cook.
Selecionado para instrução de voo em Point Cook em Agosto de 1915, McNamara fez o seu primeiro voo solo num Bristol Boxkite a 18 de Setembro e formou-se como piloto em Outubro. A 6 de Janeiro de 1916, foi designado assistente no Esquadrão N.º 1 do AFC (também conhecido até 1918 como Esquadrão N.º 67 do Real Corpo Aéreo (RFC)). Em Março, McNamara partiu de Melbourne para o Egipto a bordo do HMAT Orsova, chegando a Suez no mês seguinte. Ele foi destacado para o Esquadrão N.º 42 do RFC em Maio para frequentar a Escola de Voo Central em Upavon, na Inglaterra; o seu destacamento para o RFC foi publicado no dia 5 de Julho de 1916.
Concluindo o seu curso em Upavon, McNamara foi enviado de volta ao Egipto em Agosto, mas foi hospitalizado a 8 de Setembro com orquite (uma inflamação dos testículos). Dispensado a 6 de Outubro, serviu brevemente como instrutor de voo com Esquadrão N.º 22 do RFC antes de regressar ao Esquadrão N.º 1. McNamara voou com a Esquadrilha C, comandada pelo capitão (mais tarde marechal ao ar e Sir) Richard Williams. Na sua primeira missão, de reconhecimento sobre o Sinai, McNamara não sabia que o seu avião havia sido atingido por fogo antiaéreo; ele voltou à base com o depósito de óleo do motor quase esgotado. Pilotando aviões BE2 e Martinsyde, realizou mais missões de reconhecimento e bombardeamento nos meses seguintes.

### Cruz Vitória
No dia 20 de Março de 1917, McNamara, pilotando um Martinsyde, foi um dos quatro pilotos do Esquadrão N.º 1 a participar num ataque contra um entroncamento ferroviário turco perto de Gaza. Devido à falta de bombas, cada aeronave estava armada com seis projéteis de obus de 4,5 polegadas especialmente modificados. McNamara havia lançado com sucesso três dos seus projéteis quando o quarto explodiu prematuramente, ferindo-o gravemente na perna com estilhaços, um efeito que ele comparou a ser "atingido por uma marreta". Tendo voltado para a base, ele avistou um companheiro de esquadrão da mesma missão, o capitão Douglas Rutherford, no solo ao lado do seu BE2. Aviadores aliados foram mortos por tropas inimigas em situações semelhantes, e McNamara viu que uma companhia de cavalaria turca estava a aproximar-se rapidamente da posição de Rutherford. Apesar do terreno acidentado e dos cortes na perna, McNamara aterrou perto de Rutherford para tentar resgatá-lo.
Como o Martinsyde era monolugar, ou seja, só tinha lugar para uma pessoa, o piloto resgatado saltou para a asa de McNamara e segurou as escoras. McNamara caiu ao tentar descolar devido aos efeitos do ferimento na perna e ao peso de Rutherford desequilibrando a aeronave. Os dois homens, que escaparam de mais ferimentos no acidente, atearam fogo ao Martinsyde e correram de volta para o BE2 de Rutherford. Rutherford consertou o motor enquanto McNamara usava o seu revólver contra a cavalaria de ataque, que abriu fogo contra eles. Dois outros pilotos do Esquadrão N.º 1 que se encontravam a sobrevoar a área, o tenente (mais tarde marechal do ar e Sir) Roy "Peter" Drummond e o tenente Alfred Ellis, também começaram a metralhar as tropas inimigas. McNamara conseguiu ligar o motor do BE2 e descolar, com Rutherford na cabine do observador. Com fortes dores e quase desmaiando devido à perda de sangue, McNamara voou a aeronave danificada ao longo de 110 quilómetros de volta à base em El Arish.
Tendo efetuado o que foi descrito na história oficial australiana da guerra como "uma fuga brilhante na hora exacta e sob fogo intenso", McNamara "só podia emitir palavrões exaustos" antes de perder a consciência logo após a aterragem. Evacuado para o hospital, quase morreu após uma reacção alérgica a uma injeção antitetânica de rotina. McNamara teve que receber respiração artificial e estimulantes para mantê-lo vivo, mas recuperou-se rapidamente. Uma reportagem da época declarou que ele "logo estava sentado, comendo frango e bebendo champanhe". A 26 de Março, McNamara foi recomendado para a Cruz Vitória (VC) pelo brigadeiro general Geoffrey Salmond, oficial general comandante da Brigada do Médio Oriente do RFC. Drummond, Ellis, e Rutherford escreveram declarações de 3 a 4 de Abril atestando as acções dos seus camaradas, Rutherford declarando que "o risco do tenente MacNamara sendo morto ou capturado foi tão grande que mesmo se ele não tivesse sido ferido, ele teria justificativa para não tentar o meu resgate - o facto de ele já estar ferido torna a sua acção uma bravura notável - a sua determinação e recursos e total desconsideração do perigo durante toda a operação mereceu os maiores elogios". A primeira e única VC concedida a um aviador australiano na Primeira Guerra Mundial, a condecoração de McNamara foi promulgada no London Gazette a 8 de junho de 1917:
Tenente Frank Hubert McNamara, Forças Aus., R.F.C.

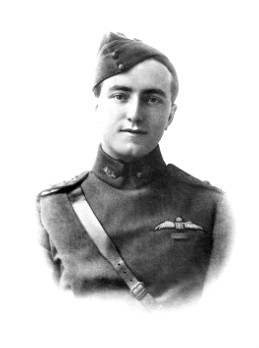
McNamara, cerca de 1917

Pela mais notável bravura e devoção ao dever durante um ataque de bombardeamento aéreo contra uma força hostil, quando um dos nossos pilotos foi forçado a aterrar atrás das linhas inimigas.
O tenente McNamara, observando a situação deste piloto e o facto de que a cavalaria hostil estava a aproximar-se, desceu em seu socorro. Ele fez isso sob fogo pesado de espingardas e apesar do facto de ele próprio ter estar gravemente ferido na coxa.
Ele aterrou a cerca de 200 metros da máquina danificada, cujo piloto subiu na máquina do tenente McNamara e uma tentativa de descolagem foi realizada. Devido, no entanto, à perna deficiente, o tenente McNamara não conseguiu manter a máquina recta e ela capotou. Os dois oficiais, tendo-se desembaraçado, imediatamente atearam fogo à máquina e dirigiram-se à máquina danificada, que conseguiram accionar.

Finalmente, o tenente McNamara, embora fraco pela perda de sangue, pilotou esta máquina de volta ao aeródromo, a uma distância de setenta milhas, e assim completou o resgate do seu camarada.
Promovido a capitão a 10 de Abril de 1917, McNamara tornou-se comandante de voo no Esquadrão N.º 4 do AFC (também conhecido até 1918 como Esquadrão N.º 71 do RFC), mas não conseguiu continuar a pilotar devido ao ferimento na perna sofrido a 20 de Março. Ele foi enviado de volta para a Austrália em Agosto a bordo do HT Boorara, e recebeu as boas-vindas de um herói na chegada a Melbourne. Considerado clinicamente inapto para o serviço activo, McNamara foi dispensado do Australian Flying Corps a 31 de Janeiro de 1918. O pânico causado pela intrusão nas águas australianas do corsário alemão SMS Wolf resultou na sua chamada de volta ao AFC e colocado no comando de uma unidade de reconhecimento aéreo baseada em South Gippsland, em Vitória, pilotando um Royal Aircraft Factory FE2 B e mais tarde um Maurice Farman Shorthorn. Em Setembro de 1918, foi colocado como instrutor de voo em Point Cook, onde assistiu ao restante da guerra.

## Entre guerras

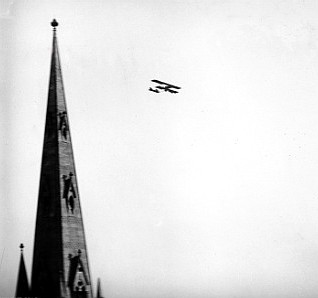
Capitão McNamara a pilotar um Avro 504 K sobre a Catedral de São Patrício, Melbourne, cerca de 1919–20. Mais tarde, casou-se nesta catedral

Após a dissolução do AFC, McNamara foi transferido para o Australian Air Corps (AAC) em Abril de 1920. Inicialmente, não lhe foi oferecido um cargo no AAC, e só conseguiu um depois de o capitão Roy King protestar contra a situação, cedendo o seu próprio lugar no novo serviço a favor de McNamara, a quem descreveu como "este oficial muito bom e galante". McNamara foi investido com a sua Cruz Vitória pelo Príncipe de Gales na Casa do Governo, Melbourne, a 26 de Maio. Em 1921, alistou-se na recém-criada Real Força Aérea Australiana (RAAF). Com o posto de oficial de voo (tenente de voo honorário), foi um dos vinte e um oficiais originais da Força Aérea na sua formação naquele mês de Março. Colocado na sede da RAAF em Melbourne como oficial de operações e inteligência, McNamara recebeu o comando da Escola de Treino de Voo N.º 1 (N.º 1 FTS), em Point Cook, em Julho de 1922. Foi promovido a líder de esquadrão em Março de 1924 e no mês seguinte casou-se com Hélène Bluntschli, uma cidadã belga que conheceu no Cairo durante a guerra, na Catedral de São Patrício; o seu padrinho foi o colega oficial Frank Lukis.
McNamara viajou para a Inglaterra em 1925 para um intercâmbio de dois anos com a Real Força Aérea, servindo na Escola de Treino de Voo N.º 5 na base aérea de Sealand, e no Diretório de Treino do Ministério da Aeronáutica, em Londres. Regressando à Austrália em Novembro de 1927, foi nomeado vice-comandante da N.º 1 FTS. Em 1928, McNamara retomou os seus estudos na Universidade de Melbourne, tendo anteriormente falhado em passar nos exames necessários para entrar na RAF Staff College, em Andover. Estudante em part-time na universidade, formou-se como Bacharel em Relações Internacionais (com honras de segunda classe) em 1933. Em Outubro de 1930, McNamara tornou-se comandante da N.º 1 FTS, e foi promovido a comandante de asa um ano depois. Então, foi colocado no comando da estação de Laverton, em Vitória, incluindo o Depósito de Aeronaves N.º 1, em Fevereiro de 1933. McNamara foi promovido a capitão de grupo em 1936, e frequentou o Colégio de Defesa Imperial, em Londres, no ano seguinte. Nas Honras de Ano Novo de 1938, foi nomeado Comandante da Ordem do Império Britânico (CBE).

## Segunda Guerra Mundial

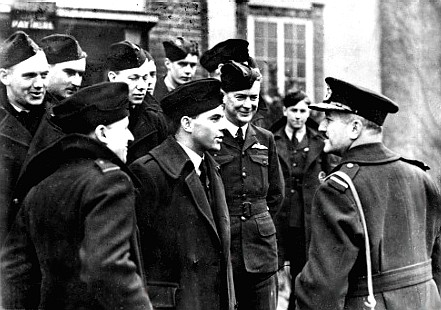
O vice-marechal do ar McNamara (à direita) cumprimenta os aviadores australianos na sua chegada à Grã-Bretanha, 1941

Quando a Segunda Guerra Mundial eclodiu em Setembro de 1939, McNamara servia como oficial de ligação aérea na Australia House em Londres, cargo que ocupava desde Janeiro de 1938. Pouco antes de ser promovido a comodoro do ar em Dezembro, ele defendeu o estabelecimento de uma base de recepção para actuar como quartel-general da RAAF na Inglaterra e "geralmente para vigiar os interesses do pessoal australiano" que lá estava estacionado. Em Novembro de 1940, inverteu a sua posição, a favor de uma proposta do Ministério da Aeronáutica para processar pessoal de todas as nacionalidades num acampamento base da RAF. No evento, a sede da RAAF no exterior foi formada a 1 de Dezembro de 1941; o marechal do ar Richard Williams foi nomeado Air Officer Commanding (AOC) e McNamara vice-AOC. McNamara tornou-se vice-marechal do ar interino e AOC interino da sede da RAAF no exterior quando Williams voltou à Austrália em Janeiro de 1942 para o que se esperava ser uma visita temporária; Williams foi posteriormente enviado para Washington, D.C. e McNamara manteve o comando do quartel-general até ao final do ano.
McNamara foi nomeado AOC British Forces Aden no final de 1942, e assumiu o cargo a 9 de Janeiro de 1943. Descrito na história oficial da Austrália na guerra como um "paragem", as principais funções das forças britânicas de Aden eram conduzir patrulhas anti-submarino e escoltar comboios. McNamara voou nessas missões sempre que pôde, geralmente como observador, mas o contacto com o inimigo era raro. Nas Honras de Ano Novo de 1945, foi nomeado Companheiro da Ordem do Banho (CB), e voltou a Londres em Março. Naquele mês, McNamara foi profundamente afetado pela perda do seu amigo Peter Drummond, que ajudou a manter longe a cavalaria turca durante a sua acção em 1917. O Consolidated B-24 Liberator de Drummond desapareceu perto dos Açores a caminho do Canadá e todos a bordo foram dados como presumivelmente mortos; McNamara teve que dar a notícia à sua viúva, Isabel. A saúde de McNamara também havia sofrido com a exposição à poeira do deserto em Aden, e ele não pôde assumir o seu próximo cargo como representante da RAAF no Ministério da Defesa do Reino Unido até Setembro. Passou toda a guerra fora da Austrália.

## Aposentadoria e legado

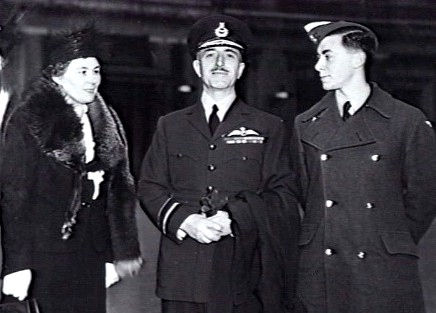
McNamara no Palácio de Buckingham, em Londres, para sua investidura como Companheiro do Banho, ladeado pela sua esposa e filho, em Maio de 1945

McNamara foi sumariamente aposentado da RAAF em 1946, juntamente com vários outros comandantes seniores e veteranos da Primeira Guerra Mundial, oficialmente para abrir caminho para o avanço de oficiais mais jovens e igualmente capazes. De qualquer forma, o seu papel no exterior havia-se tornado redundante. A 11 de Julho, foi dispensado da Força Aérea. Em Maio de 1946, o governo britânico ofereceu a McNamara o cargo de Oficial Sénior de Controlo de Educação na Vestfália, Alemanha, sob os auspícios da Comissão de Controlo Aliado. Mais tarde, tornou-se vice-director de educação da zona de ocupação britânica. McNamara continuou a viver na Inglaterra depois de concluir o seu trabalho com a Comissão em Outubro de 1947 e serviu no National Coal Board, em Londres, de 1947 a 1959. McNamara faleceu de insuficiência cardíaca hipertensiva no 2 de Novembro de 1961, aos 67 anos, após sofrer uma queda em sua casa em Buckinghamshire. Sobrevivido pela sua esposa e dois filhos, ele foi enterrado em St Joseph's Priory, Austin Wood, Gerrards Cross, após um grande funeral.
Amargurado pela sua demissão da RAAF e pela escassa indemnização que recebeu do governo australiano, McNamara insistiu que a sua Cruz Vitória não fosse devolvida à Austrália após a sua morte; a sua família doou-a ao Museu da RAF, em Londres. Um companheiro do Esquadrão N.º 1, o tenente (mais tarde vice-marechal do ar) Adrian Cole, descreveu McNamara como "quieto, erudito, leal e amado por todos... o último oficial para quem essa alta honra teria sido prevista". Ele foi um dos poucos destinatários da VC a atingir um posto sénior nas forças armadas, embora o historiador da RAAF Alan Stephens considerasse as suas nomeações em grande parte "rotineiras" e que o seu único grande feito o levou a "um grau de fama que talvez ele considerasse pesado". O biógrafo Chris Coulthard-Clark resumiu o "dilema" de McNamara como o de "um homem essencialmente comum" colocado no centro das atenções por um "episódio verdadeiramente incrível". O seu nome é mantido no Frank McNamara Park em Shepparton, Vitória, e no Frank McNamara VC Club em Oakey Army Aviation Center, Queensland.